# Klytia (Tochter der Niobe)
Klytia (altgriechisch Κλυτία Klytía) ist in der griechischen Mythologie eine der Töchter der Niobe. Ihr Name wird einzig in einem Scholion zu Euripides’ Phoenissae erwähnt, das sich auf Pherekydes von Athen beruft.